# Dansk fremmedarbejder, efter et år i Sverige
Dansk fremmedarbejder, efter et år i Sverige er en dansk dokumentarfilm fra 1976 instrueret af Claus Ørsted efter eget manuskript.

## Handling
Hvordan er det at være dansk fremmedarbejder-familie i en lille svensk by? Et dansk par bor i Borlänge i midten af Sverige, hvor de har fået arbejde i den svenske jernindustri og deres teenagesøn går i svensk folkeskole.